# Ichanahalli, Krishnarajanagara
Ichanahalli là một làng thuộc tehsil Krishnarajanagara, huyện Mysore, bang Karnataka, Ấn Độ.